# Plymouth, New Hampshire
Plymouth är en kommun (town) i Grafton County i New Hampshire i USA. Kommunen hade år 2000 5 892 invånare. Den har enligt United States Census Bureau en area på 73,5 km².